# Premio Andersen
Der Premio Andersen (zu Deutsch: Andersen-Preis) ist ein italienischer Literaturpreis, der Autoren, Herausgeber, Übersetzer und Illustratoren von Kinderbüchern prämiert. Die Auszeichnung ist dem dänischen Autor Hans Christian Andersen gewidmet. Gegründet wurde der Preis 1982 von dem Illustrator und Autor Gualtiero Schiaffino. Ort der Preisverleihung ist die ligurische Stadt Sestri Levante, wo sich Andersen oft aufhielt.
Die Jury setzt sich aus der Redaktion der Zeitschrift Andersen – Il mondo dell’infanzia und des Mitarbeiterteams der Jugendbibliothek von Mailand zusammen.
Nicht zu verwechseln ist die Auszeichnung mit den anderen Preisen des Genres, wie beispielsweise dem internationalen Hans Christian Andersen Award.

## Gewinner seit 2001

### 2024
| Preis                         | Originaltitel                                | Titel Übersetzung                                | Preisträger                                                                                      |
| ----------------------------- | -------------------------------------------- | ------------------------------------------------ | ------------------------------------------------------------------------------------------------ |
| Bester Autor                  |                                              |                                                  | Luca Tortolini                                                                                   |
| Beste Illustratorin           |                                              |                                                  | Isabella Labate                                                                                  |
| Bestes Buch 0–3 Jahre         | Merlino dove vai?                            | Merlin, wohin gehst du?                          | Eva Rasano                                                                                       |
| Bestes Buch 3–6 Jahre         | Agrifoglio                                   | Stechpalme                                       | Matthew Cordell, Maria Pia Secciani (Übersetzung)                                                |
| Bestes Buch 6–9 Jahre         | Misha. Io, i miei tre fratelli e un coniglio | Mischa, ich, meine drei Brüder und ein Kaninchen | Edward Van de Vendel und Anoush Elman, Annet Schaap (Illustration), Laura Pignatti (Übersetzung) |
| Bestes Buch 9–12 Jahre        | Lo strambo trasloco della magione Miller     | Der seltsame Umzug der Miller-Villa              | Dave Eggers Júlia Sardà (Illustration) Giulia Rizzo (Übersetzung)                                |
| Bestes Buch ab 12 Jahren      | Grande, bro!                                 | Großer Bruder!                                   | Jenny Jägerfeld, Laura Cangemi (Übersetzung)                                                     |
| Bestes Buch ab 15 Jahren      | Testa di ferro                               | Eisenkopf                                        | Jean-Claude van Rijckeghem, Olga Amagliani (Übersetzung)                                         |
| Bestes Sachbuch               | La camera buisssima                          | Die Dunkelstkammer                               | Elisa Lauzana und Irene Lazzarin                                                                 |
| Bestes Kunstbuch              | Viaggio d’inverno                            | Winterreise                                      | Anne Brouillard                                                                                  |
| Bestes Bilderbuch             | La cosa nera                                 | Die schwarze Sache                               | Kiyo Tanaka                                                                                      |
| Bestes Buch ohne Worte        | Kintsugi                                     | Kintsugi                                         | Issa Watanabe                                                                                    |
| Bester Comic                  | Khat. Storia di un rifugiato                 | Khat. Die Geschichte eines Flüchtlings           | Ximo Abadía, Loredana Serratore (Übersetzung)                                                    |
| Bestes Buch „Mai premiato“    | Fammi una domanda!                           | Frag mich was!                                   | Antje Damm, Francesca Pamina Ros                                                                 |
| Beste Publishing-Projekt      |                                              |                                                  | -                                                                                                |
| Beste digitale Kreation       |                                              |                                                  | -                                                                                                |
| Spezialpreis der Jury         |                                              |                                                  | -                                                                                                |
| Beste Buchreihe               | Occhiaperti                                  | Augen auf!                                       | Pelledoca                                                                                        |
| Akteur der Kinderkultur       |                                              |                                                  | Paola Pallottino                                                                                 |
| Premio Gianna e Roberto Denti |                                              |                                                  | Libreria Farfilò, Verona                                                                         |

### 2023
| Preis                         | Originaltitel                                                                        | Titel Übersetzung                                                                               | Preisträger                                       |
| ----------------------------- | ------------------------------------------------------------------------------------ | ----------------------------------------------------------------------------------------------- | ------------------------------------------------- |
| Bester Autor                  |                                                                                      |                                                                                                 | Francesco D’Adamo                                 |
| Bester Illustrator            |                                                                                      |                                                                                                 | Claudia Palmarucci                                |
| Bestes Buch 0–6 Jahre         | Tutti lo hanno visto!                                                                | Alle haben es gesehen!                                                                          | Margaret Wise Brown, Ylla (Fotografie)            |
| Bestes Buch 6–9 Jahre         | Jole                                                                                 | Jole                                                                                            | Silvia Vecchini, Arianna Vairo (Illustration)     |
| Bestes Buch 9–12 Jahre        | Hodder e la fata di poche parole                                                     | Hodder und die wortkarge Fee                                                                    | Bjarne Reuter, Eva Valvo (Übersetzung)            |
| Bestes Buch ab 12 Jahren      | La strada ti chiama                                                                  | Die Straße ruft dich                                                                            | Francesca Bonafini                                |
| Bestes Buch ab 15 Jahren      | Il centro del mondo                                                                  | Der Mittelpunkt der Welt                                                                        | Andreas Steinhöfel, Angela Ricci (Übersetzung)    |
| Bestes Sachbuch               | Unico nel suo genere                                                                 | Einzig in seiner Art                                                                            | Neil Packer, Sara Saorin (Übersetzung)            |
| Bestes Kunstbuch              | Diario di un’esplorazione fuori dalla tana. Appunti e scoperte di Edmond il Coniglio | Tagebuch einer Erkundung außerhalb des Baues. Notizen und Entdeckungen von Edmond dem Kaninchen | Thierry Dedieu, Jacopo Norcini Pala (Übersetzung) |
| Bestes Bilderbuch             | Le caramelle magiche                                                                 | Die magischen Bonbons                                                                           | Heena Baek, Dalila Immacolata Bruno (Übersetzung) |
| Bestes Buch ohne Worte        | Sdeng bum splash! Il grande libro dei rumori                                         | Sdeng bum splash! Das große Buch der Geräusche                                                  | Benjamin Gottwald                                 |
| Bester Comic                  | Caterina e i capellosi                                                               | Caterina und die Haarigen                                                                       | Alessandro Tota                                   |
| Bestes Buch „Mai premiato“    | A letto, bambini! e altre storie                                                     | Ins Bett, Kinder! und andere Geschichten                                                        | Sylvia Plath, Bianca Pitzorno (Übersetzung)       |
| Beste Publishing-Projekt      | Wonder Ponder                                                                        | Wonder Ponder                                                                                   | Logos edizioni                                    |
| Beste Buchreihe               | I gabbiani                                                                           | Die Möwen                                                                                       | Primavera edizioni                                |
| Beste digitale Kreation       |                                                                                      |                                                                                                 | -                                                 |
| Spezialpreis der Jury         |                                                                                      |                                                                                                 | -                                                 |
| Akteure der Kinderkultur      |                                                                                      |                                                                                                 | Sergio Ruzzier                                    |
| Premio Gianna e Roberto Denti |                                                                                      |                                                                                                 | Libreria Centostorie, Roma                        |

### 2022
| Preis                         | Originaltitel                           | Titel Übersetzung                                 | Preisträger                                                     |
| ----------------------------- | --------------------------------------- | ------------------------------------------------- | --------------------------------------------------------------- |
| Bester Autor                  |                                         |                                                   | Sabrina Giarratana                                              |
| Bester Illustrator            |                                         |                                                   | Mariachiara Di Giorgio                                          |
| Bestes Buch 0–6 Jahre         | Il mondo a testa in giù                 | Die Welt mit dem Kopf nach unten                  | Mario Ramos Tanguy Babled (Übersetzung)                         |
| Bestes Buch 6–9 Jahre         | Ellen e il leone                        | Ellen und der Löwe                                | Crockett Johnson Sara Saorin (Übersetzung)                      |
| Bestes Buch 9–12 Jahre        | Il segreto                              | Das Geheimnis                                     | Nadia Terranova und Mara Cerri                                  |
| Bestes Buch ab 12 Jahren      | Tutto daccapo                           | Alles auf Anfang                                  | A-Dziko Simba Gegele Raffaella Belletti (Übersetzung)           |
| Bestes Buch ab 15 Jahren      | La guerra delle farfalle                | Krieg der Schmetterlinge                          | Hilary McKay Roberto Serrai (Übersetzung)                       |
| Bestes Sachbuch               | Nord                                    | Nord                                              | Marieke Ten Berge und Jesse Goossens Floor Robert (Übersetzung) |
| Bestes Kunstbuch              | Il nastro                               | Das Band                                          | Adrien Parlange                                                 |
| Bestes Bilderbuch             | Io parlo come un fiume                  | Ich spreche wie ein Fluss                         | Jordan Scott Sydney Smith (Illustration)                        |
| Bestes Buch ohne Worte        | Riflettiamoci                           | Denken wir mal darüber nach                       | Gek Tessaro                                                     |
| Bester Comic                  | Mule Boy e il Troll dal cuore strappato | Mule Boy und der Troll mit dem zerrissenen Herzen | Øyvind Torseter Alice Tonzig (Übersetzung)                      |
| Bestes Buch „Mai premiato“    | Rapimento in biblioteca                 | Entführung aus der Bibliothek                     | Margaret Mahy Quentin Blake (Übersetzung)                       |
| Beste Publishing-Projekt      |                                         |                                                   | -                                                               |
| Beste digitale Kreation       |                                         |                                                   | -                                                               |
| Spezialpreis der Jury         | Ho visto un bellissimo picchio          | Ich habe einen wunderschönen Specht gesehen       | Michal Skibinski und Ala Bankroft Silvia Mercurio (Übersetzung) |
| Akteure der Kinderkultur      |                                         |                                                   | Federica Buglioni                                               |
| Premio Gianna e Roberto Denti |                                         |                                                   | Libreria Farollo und Falpalà, Firenze                           |

### 2021
| Preis                           | Originaltitel                                     | Titel Übersetzung                                | Preisträger                                                                     |
| ------------------------------- | ------------------------------------------------- | ------------------------------------------------ | ------------------------------------------------------------------------------- |
| Bester Autor                    |                                                   |                                                  | Cristina Bellemo                                                                |
| Bester Illustrator              |                                                   |                                                  | Daniela Iride Murgia                                                            |
| Bestes Buch 0–6 Jahre           | Io sono foglia                                    | Ich bin ein Blatt                                | Angelo Mozzillo Marianna Balducci (Illustration)                                |
| Bestes Buch 6–9 Jahre           | Murdo                                             | Murdo                                            | Alex Cousseau Éva Offredo (Illustration) Simone Barillari (Übersetzung)         |
| Bestes Buch 9–12 Jahre          | I tre funerali del mio cane                       | Die drei Begräbnisse meines Hundes               | Guillaume Guéraud Flavio Sorrentino (Übersetzung)                               |
| Bestes Buch ab 12 Jahren        | La scimmia dell’assassino                         | Der Affe des Mörders                             | Jakob Wegelius Laura Cangemi (Übersetzung)                                      |
| Bestes Buch ab 15 Jahren        | Senza una buona ragione                           | Ohne guten Grund                                 | Benedetta Bonfiglioli                                                           |
| Bestes Sachbuch                 | Il Gallinario                                     |                                                  | Barbara Sandri und Francesco Giubbilini Camilla Pintonato (Illustration)        |
| Bestes Kunstbuch                | Occhio ladro                                      | Diebesauge                                       | Chiara Carminati und Massimiliano Tappari                                       |
| Bestes Bilderbuch               | François Truffaut. Il bambino che amava il cinema | François Truffaut. Der Junge der das Kino liebte | Luca Tortolini Victoria Semykina (Illustration)                                 |
| Bestes Buch ohne Sprache        | Fiori di città                                    | Stadtblumen                                      | JonArno Lawson Sydney Smith (Illustration)                                      |
| Bester Comic                    | Girotondo                                         |                                                  | Sergio Rossi Agnese Innocente (Illustration)                                    |
| Bestes Buch „Mai premiato“      | Il ragazzo del fiume                              | Der Junge vom Fluss                              | Tim Bowler Carola Proto (Übersetzung)                                           |
| Beste Publishing-Projekt        |                                                   |                                                  | -                                                                               |
| Beste digitale Kreation         |                                                   |                                                  | -                                                                               |
| Spezialpreis der Jury           | Bella ciao. Il canto della Resistenza             | Bella ciao. Das Lied des Widerstandes            | Lorena Canottiere (Illustration)                                                |
| Spezialpreis der Jury           | La Divina Commedia. Inferno                       | Die Göttliche Kommödie. Die Hölle                | Massimo Missiroli e Paolo Rambelli                                              |
| Beste Buchreihe Erzählungen     | Pulci nell’orecchio                               | Flöhe im Ohr                                     | Fabian Negrin (Herausgeber)                                                     |
| Akteure der Kinderkultur        |                                                   |                                                  | Mauro Bellei                                                                    |
| Akteure der Kinderkultur        |                                                   |                                                  | PINAC – Pinacoteca Internazionale dell’Età Evolutiva Aldo Cibaldi, Rezzato (BS) |
| Premio “Gianna e Roberto Denti” |                                                   |                                                  | Libreria Dudi, Palermo                                                          |

### 2020
Die Preisträger
| Preis                                         | Originaltitel                                 | Titel Übersetzung                                  | Preisträger                                                                                  |
| --------------------------------------------- | --------------------------------------------- | -------------------------------------------------- | -------------------------------------------------------------------------------------------- |
| Super Premio Andersen “Gualtiero Schiaffino”  | Nello spazio di uno sguardo                   | Ein kurzer Blick genügt                            | Tom Haugomat                                                                                 |
| Bester Autor                                  |                                               |                                                    | Nicola Cinquetti                                                                             |
| Beste Illustratorin                           |                                               |                                                    | Felicita Sala                                                                                |
| Bestes Buch 0–6 Jahre                         | Desperado                                     | Draufgänger                                        | Ole Könnecke Chiara Belliti (Übersetzung)                                                    |
| Bestes Buch 6–9 Jahre                         | La buca                                       | Die Grube                                          | Emma Adbåge Samanta K. Milton Knowles (Übersetzung)                                          |
| Bestes Buch 9–12 Jahre                        | Le parole di mio padre                        | Die Worte meines Vaters                            | Patricia MacLachlan Stefania Di Mella (Übersetzung)                                          |
| Bestes Buch ab 12 Jahren                      | Nella bocca del lupo                          | Im Maul des Wolfes                                 | Michael Morpurgo Barroux (Illustration) Bérénice Capatti                                     |
| Bestes Buch ab 15 Jahren                      | Alla fine del mondo                           | Am Ende der Welt                                   | Geraldine McCaughrean Anna Rusconi (Übersetzung)                                             |
| Bestes Sachbuch                               | Che cos’è un fiume?                           | Was ist ein Fluss?                                 | Monika Vaicenaviciené                                                                        |
| Bestes Kunstbuch                              | Nello spazio di uno sguardo                   | Ein kurzer Blick genügt                            | Tom Haugomat                                                                                 |
| Bestes Bilderbuch                             | Tutto cambia                                  | Alles ändert sich                                  | Anthony Browne                                                                               |
| Bestes Buch ohne Worte                        | L’isola                                       | Die Insel                                          | Mark Janssen                                                                                 |
| Bester Comic                                  | Nera. La vita dimenticata di Claudette Colvin | Schwarz. Das vergessene Leben von Claudette Colvin | Émilie Plateau Silvia Mercurio (Übersetzung)                                                 |
| Bestes Buch „Mai premiato“                    | John della notte                              | John der Nacht                                     | Gary Paulsen Peppo Bianchessi (Illustration) Manuela Salvi (Übersetzung)                     |
| Bestes redaktionelles Projekt                 |                                               |                                                    | MinaLima Classics                                                                            |
| Beste Buchreihe Erzählungen                   |                                               |                                                    | Giralangolo – Narrativa                                                                      |
| Persönlichkeiten der Kinder- und Jugendkultur |                                               |                                                    | MUSLI – Museo della Scuola e del Libro per l’Infanzia, Fondazione Tancredi di Barolo, Torino |
| Beste Publishing-Projekt                      |                                               |                                                    | -                                                                                            |
| Beste digitale Kreation                       |                                               |                                                    | -                                                                                            |
| Spezialpreis der Jury                         |                                               |                                                    | -                                                                                            |
| Premio Gianna e Roberto Denti                 |                                               |                                                    | Libreria pel di carota in Padua                                                              |

### 2019
| Preis                                         | Originaltitel                                                | Titel Übersetzung                                           | Preisträger |
| --------------------------------------------- | ------------------------------------------------------------ | ----------------------------------------------------------- | --- |
| Superpremio Andersen Gualtiero Schiaffino     | La diga                                                      |                                                             | David Almond Levi Pinfold (Illustration) Damiano Abeni (Übersetzung)                                            |
| Bester Autor                                  |                                                              |                                                             | - |
| Bester Illustrator                            |                                                              |                                                             | - |
| Bestes Buch 0–6 Jahre                         | Il più folle e divertente libro illustrato del mondo di Otto | Das verrückteste und lustigste Bilderbuch der Welt von Otto | Tom Schamp Paola Cantatore (Übersetzung)                                                                        |
| Bestes Buch 6–9 Jahre                         | Miss Rumphius                                                | Miss Rumphius                                               | Barbara Cooney Flavia Piccinni (Übersetzung)                                                                    |
| Bestes Buch 9–12 Jahre                        | Ali nere                                                     | Schwarze Flügel                                             | Alberto Melis                                                                                                   |
| Bestes Buch ab 12 Jahren                      | Ghost                                                        |                                                             | Jason Reynolds Francesco Gulizia (Übersetzung)                                                                  |
| Bestes Buch ab 15 Jahren                      | A sud dell’Alameda                                           |                                                             | Lola Larra und Vicente Reinamontes Rocco D’Alessandro (Übersetzung)                                             |
| Bestes Sachbuch                               | Forte, piano, in un sussurro                                 |                                                             | Romana Romanyshyn und Andriy Lesiv Valentina Daniele (Übersetzung)                                              |
| Bestes Kunstbuch                              | Cappuccetto Rosso. Una fiaba in pittogrammi                  |                                                             | Sandro Natalini                                                                                                 |
| Bestes Bilderbuch                             | La diga                                                      |                                                             | David Almond Levi Pinfold (Illustration) Damiano Abeni (Übersetzung)                                            |
| Bestes Buch ohne Worte                        | Clown                                                        |                                                             | Quentin Blake                                                                                                   |
| Bester Comic                                  | Piccolo vampiro – Vol.1                                      |                                                             | Joann Sfar Francesca Del Moro (Übersetzung)                                                                     |
| Bestes Buch „Mai premiato“                    | Viaggio incantato                                            |                                                             | Mitsumasa Anno Elisabetta Scantaburlo (Übersetzung)                                                             |
| Beste Buchreihe Erzählungen                   |                                                              |                                                             | Miniborei |
| Beste Publishing-Projekt                      |                                                              |                                                             | - |
| Beste digitale Kreation                       |                                                              |                                                             | - |
| Spezialpreis der Jury                         | Noi siamo tempesta Le amiche che vorresti e dove trovarle    |                                                             | Michela Murgia The World of Dot (Illustration) Paolo Bacilieri (Illustration) Beatrice Masini und Fabian Negrin |
| Persönlichkeiten der Kinder- und Jugendkultur |                                                              |                                                             | Bernard Friot                                                                                                   |
| Persönlichkeiten der Kinder- und Jugendkultur | Atlante dell’infanzia a rischio                              |                                                             | Save the Children                                                                                               |
| Persönlichkeiten der Kinder- und Jugendkultur | Progetto Gutenberg, sezione ragazzi                          |                                                             | Associazione Gutenberg Calabria                                                                                 |
| Premio Gianna e Roberto Denti                 |                                                              |                                                             | Libreria La Casa sull'albero in Arezzo                                                                          |

### 2018
Preisträger 2018
| Preis                                       | Originaltitel                             | Titel Übersetzung                  | Preisträger                                                                                |
| ------------------------------------------- | ----------------------------------------- | ---------------------------------- | ------------------------------------------------------------------------------------------ |
| Superpremio Andersen Gualtiero Schiaffino   | Il buon viaggio                           |                                    | Beatrice Masini Gianni De Conno (Illustration)                                             |
| Beste Autorin                               |                                           |                                    | Susanna Mattiangeli                                                                        |
| Bester Illustrator                          |                                           |                                    | Arianna Papini                                                                             |
| Bestes Buch 0–6 Jahre                       | Passo davanti                             |                                    | Nadine Brun-Cosme Olivier Tallec und Marie-Josè D’Alessandro (Übersetzung)                 |
| Bestes Buch 6–9 Jahre                       | Sai fischiare, Johanna?                   |                                    | Ulf Stark Olof Ladström (Illustration) Laura Cangemi (Übersetzung)                         |
| Bestes Buch 9–12 Jahre                      | Victoria sogna                            |                                    | Timothée de Fombelle Mariachiara Di Giorgio (Illustration) Maria Bastanzetti (Übersetzung) |
| Bestes Buch ab 12 Jahren                    | Lost & Found                              |                                    | Brigit Young Alessandro Peroni (Übersetzung)                                               |
| Bestes Buch ab 15 Jahren                    | L’isola del muto                          |                                    | Guido Sgardoli                                                                             |
| Bestes Sachbuch                             | Guarda! La fotografia spiegata ai ragazzi |                                    | Joel Meyerowitz Valentina De Rossi (Übersetzung)                                           |
| Bestes Kunstbuch                            | Colorama, il mio campionario cromatico    |                                    | Cruschiform Jacopo Pes (Übersetzung)                                                       |
| Bestes Bilderbuch                           | ’45                                       |                                    | Maurizio A.C. Quarello                                                                     |
| Bestes Buch ohne Worte                      | Professione coccodrillo                   | Beruf Krokodil                     | Giovanna Zoboli Mariachiara Di Giorgio                                                     |
| Bester Comic                                | La guerra di Catherine                    | Catherines Krieg                   | Julia Billet Claire Fauvel (Illustration) Elena Orlandi (Übersetzung)                      |
| Bestes Buch „Mai premiato“                  | Un giorno nella vita di Dorotea Sgrunf    | Ein Tag im Leben der Dorothea Wutz | Tatjana Hauptmann                                                                          |
| Beste Buchreihe Erzählungen                 | Rivoluzioni                               | Revolutionen                       | Teresa Porcella (Herausgeberin) Otto Gabos (Illustration)                                  |
| Beste Publishing-Projekt                    | Donne nella scienza                       | Frauen in der Wissenschaft         |                                                                                            |
| Beste digitale Kreation                     |                                           |                                    | Mamamò. Cescere con i nuovi media                                                          |
| Beste Kinderbibliothek des Jahres           |                                           |                                    | Punto Prestito und Sala Studio della Biblioteca comunale di Città di Castello              |
| Spezialpreis der Jury                       | Il buon viaggio                           | Die gute Reise                     | Beatrice Masini Gianni De Conno (Illustration)                                             |
| Persönlichkeit der Kinder- und Jugendkultur |                                           |                                    | Matteo Corradini                                                                           |
| Premio Gianna e Roberto Denti               |                                           |                                    | Libreria Miranfú di Trani (Provinz Barletta-Andria-Trani)                                  |

### 2017
Preisträger 2017
| Preis                          | Originaltitel                                                | Titel Übersetzung                                           | Preisträger                                         |
| ------------------------------ | ------------------------------------------------------------ | ----------------------------------------------------------- | --------------------------------------------------- |
| Bester Autor                   |                                                              |                                                             | –                                                   |
| Bester Illustrator             |                                                              |                                                             | Sonia Maria Luce Possentini                         |
| Bestes Buch 0–6 Jahre          | Il pinguino che aveva freddo                                 | Der Pinguin, den es fror                                    | Philip Giordano                                     |
| Bestes Buch 6–9 Jahre          | La zuppa dell'orco                                           | Die Ungeheuersuppe                                          | Vincent Cuvellier Andrea Antinori (Illustration)    |
| Bestes Buch 9–12 Jahre         | La ragazza dei lupi                                          | Das Wolfsmädchen                                            | Katherine Rundell                                   |
| Bestes Buch ab 12 Jahren       | Il rinomato catalogo Walker & Dawn                           | Der berühmte Katalog Walker & Dawn                          | Davide Morosinotto                                  |
| Bestes Buch ab 15 Jahren       | Il sole fra le dita                                          | Die Sonne zwischen den Fingern                              | Gabriele Clima                                      |
| Bestes Sachbuch                | Mr. Gershwin                                                 | Herr Gershwin                                               | Susie Morgenstern Sébastien Mourrain (Illustration) |
| Bestes Kunstbuch               | La volpe e la stella                                         | Der Fuchs und der Stern                                     | Coralie Bickford-Smith                              |
| Bestes Bilderbuch              | Zagazoo                                                      | Zagazoo                                                     | Quentin Blake                                       |
| Bester Comic                   | La compagna dei soli                                         | Die Begleiterin der Sonnen                                  | Patrizia Rinaldi Marco Paci (Illustration)          |
| Bestes Buch „Mai premiato“     | Martedì                                                      | Dienstag                                                    | David Wiesner                                       |
| Beste Publishing-Projekt       | Piccola Pinacoteca Portatile Piccoli Naturalisti Osservatori | Kleine tragbare Bildergalerie Kleine Naturalistenbeobachter | Pippo Pino                                          |
| Beste fiktionale Serie         |                                                              |                                                             | Lilliput                                            |
| Beste digitale Kreation        | Il signor G.                                                 | Der Herr G.                                                 | Cooperativa Il treno                                |
| Spezialpreis der Jury          |                                                              |                                                             | Mino Milani Attilio                                 |
| Protagonisten der Kinderkultur |                                                              |                                                             | Francesco Tonucci                                   |
| Premio Gianna e Roberto Denti  |                                                              |                                                             | Libreria Baobab                                     |

### 2016
| Preis                                                                                      | Originaltitel                                          | Titel Übersetzung                                        | Preisträger                                                                                   |
| ------------------------------------------------------------------------------------------ | ------------------------------------------------------ | -------------------------------------------------------- | --------------------------------------------------------------------------------------------- |
| Bester Autor                                                                               |                                                        |                                                          | Patrizia Rinaldi                                                                              |
| Bester Illustrator                                                                         |                                                        |                                                          | Simona Farrow                                                                                 |
| Bestes Buch 0–6 Jahre                                                                      | Sulla collina                                          | Auf dem Hügel                                            | Linda Sarah, VBenji Davies (Illustrator), Anselmo Roveda (Übersetzung), EDT – Giralangolo     |
| Bestes Buch 6–9 Jahre                                                                      | Lotta Combinaguai                                      | Lotta Störenfried                                        | Astrid Lindgren, Beatrice Alemagnap (Illustrator), Laura Cangemi (Übersetzung), Mondadori     |
| Bestes Buch 9–12 Jahre                                                                     | Le avventure di Jacques Papier                         | Die Abenteuer von Jacques Papier                         | Michelle Cuevas, Joseph Iacobaci (Übersetzung), De Agostini                                   |
| Bestes Buch ab 12 Jahren                                                                   | Melody                                                 | Melodie                                                  | Sharon M. Draper, Alessandro Peroni (Übersetzung), Feltrinelli                                |
| Bestes Buch ab 15 Jahren                                                                   | Reato di fuga                                          | Verbrechen zu entkommen                                  | Christophe Léon, Federico Appel (Übersetzung), Sinnos                                         |
| Bestes Sachbuch                                                                            | Mini                                                   | Mini                                                     | DNicola Davies, Emily Sutton (Illustrator), Beatrice Masini (Übersetzung), Editoriale Scienza |
| Bestes Kunstbuch                                                                           | Lei. Vivian Maier                                      | Sie. Vivian Maier                                        | Cinzia Ghigliano, Verlag Ear Acerbo                                                           |
| Bestes Bilderbuch                                                                          | Il Cavaliere Panciaterra                               | Ritter Panciaterra                                       | Gilles Bachelet, Vanina Rose Peacock (Übersetzung), Il Castoro                                |
| Bester Comic                                                                               | Aurélie Neyret, I diari di Cerise. 1. Lo zoo di pietra | Aurélie Neyret, die Cerise-Tagebücher . 1. The Stone Zoo | Joris Chamblain, Aurélie Neyret, Panini Comics                                                |
| Bestes Buch „Mai premiato“                                                                 | Una strana creatura nel mio armadio                    | eine seltsame Kreatur in meinem Schrank                  | Mercer Mayer, Gabri Manna (Übersetzung), Kalandraka                                           |
| Beste Publishing-Projekt                                                                   | Collana "eunesse ottopiù"                              |                                                          | RueBallu Editions                                                                             |
| Beste digitale Kreation                                                                    | Salis e l'Equilibrio dei Regni di Daniela Morelli      | Salis und Balance of Kingdoms von Daniela Morelli        | Paolo D'Altan, Laura Rota, rebelot                                                            |
| Spezialpreis der Jury                                                                      | Un chilo di piume un chilo di piombo                   | Ein Pfund Federn und ein Pfund Blei                      | Donat Ziliotto, Gnade Nidasio (Illustrator), Edizioni Lapis                                   |
| Besondere Anerkennung bei der Förderung des Lesens und Kultur bei Kindern und Jugendlichen |                                                        |                                                          | Massimiliano Tappari, Fotograf, Dichter, Autor                                                |
| Besondere Anerkennung bei der Förderung des Lesens und Kultur bei Kindern und Jugendlichen |                                                        | Elias Zardo, Lehrer, Lehrer des Lesens                   |                                                                                               |

### 2015
| Preis                                                                                      | Originaltitel                                     | Titel Übersetzung                                 | Preisträger                                                             |
| ------------------------------------------------------------------------------------------ | ------------------------------------------------- | ------------------------------------------------- | ----------------------------------------------------------------------- |
| Bester Autor                                                                               |                                                   |                                                   | Vanna Cercenà                                                           |
| Bester Illustrator                                                                         |                                                   |                                                   | Anna und Elena Balbusso                                                 |
| Bestes Buch 0–6 Jahre                                                                      | Upiccolo elefante cresce                          | Kleiner Elefant wächst                            | Sesyle Joslin, Leonard Weisgard (Illustrator), Orecchio Acerbo editore  |
| Bestes Buch 6–9 Jahre                                                                      | La città che sussurrò                             | Die Stadt, die flüsterte                          | Jennifer Elvgren, Fabio Santomauro (Illustrator), La Giuntina editore   |
| Bestes Buch 9–12 Jahre                                                                     | Cuori di waffel                                   |                                                   | Maria Parr, Bo Gaustad (Illustrator), Beisler editore                   |
| Bestes Buch ab 12 Jahren                                                                   | Il mondo fino a 7                                 | Die Welt bis zu 7                                 | Holly Goldberg Sloan, Mondadori editore                                 |
| Bestes Buch ab 15 Jahren                                                                   | Se tu fossi qui                                   | Wenn Sie auch hier waren                          | Davide Rondoni, Edizioni San Paolo                                      |
| Bestes Sachbuch                                                                            | Professor Astro Gatto e le frontiere dello spazio | Professor Astros Katze und die Grenzen des Raumes | Dominic Walliman, Ben Newman (Illustrator), Bao Publishing              |
| Bestes Kunstbuch                                                                           | Io sono così                                      | Ich bin so                                        | Fulvia Degl’Innocenti, Antonio Ferrara (Illustrator), Settenove editore |
| Bestes Bilderbuch                                                                          | Oh, i colori!                                     | Oh, die Farben!                                   | Jorge Lujan, Piet Grobler (Illustrator), Lapis editore                  |
| Bester Comic                                                                               | Ferriera                                          | Eisengießerei                                     | Pia Valentinis, Coconino editore                                        |
| Bestes Buch „Mai premiato“                                                                 | L’albero                                          | Der Baum                                          | Shel Silverstein, Salani editore                                        |
| Beste Publishing-Projekt                                                                   | Collana Il suono della conchiglia                 | Serie Der Klang der Schale                        | kuratiert von Teresa Porcella, Motta Junior editore                     |
| Beste digitale Kreation                                                                    |                                                   |                                                   | Elastico                                                                |
| Spezialpreis der Jury                                                                      | Fuori fuoco                                       | Unscharf                                          | Chiara Carminati, Bompiani editore                                      |
| Spezialpreis der Jury                                                                      | Il giorno degli eroi                              | Der Tag der Helden                                | Guido Sgardoli, Rizzoli editore                                         |
| Spezialpreis der Jury                                                                      | La piccola grande guerra                          | Langsamer Fluss                                   | Sebastiano Ruiz Mignone, David Pintor (Illustrator), Lapis editore      |
| Gewinner des Super-Andersen-Preis                                                          | Cuori di waffel                                   |                                                   | Maria Parr, Bo Gaustad (Illustrator), Beisler editore                   |
| Besondere Anerkennung bei der Förderung des Lesens und Kultur bei Kindern und Jugendlichen |                                                   |                                                   | Stadtbibliothek civica Ceretti in Verbania                              |
| Besondere Anerkennung bei der Förderung des Lesens und Kultur bei Kindern und Jugendlichen |                                                   | Landesbibliothek von Verbano Cusio Ossola         |                                                                         |
| Roberto Denti Preis                                                                        | Il libro con gli stivali                          |                                                   | Bibliothek von Mestre                                                   |

### 2014
| Preis                                                                                      | Originaltitel                           | Titel Übersetzung                                          | Preisträger                                                                                                   |
| ------------------------------------------------------------------------------------------ | --------------------------------------- | ---------------------------------------------------------- | --- |
| Bester Autor                                                                               |                                         |                                                            | Fabrizio Silei                                                                                                |
| Bester Illustrator                                                                         |                                         |                                                            | Desideria Guicciardini                                                                                        |
| Bestes Buch 0–6 Jahre                                                                      | Una canzone da orsi                     | Ein Lied vom Bären                                         | Benjamin Chaud, Franco Cosimo Panini                                                                          |
| Bestes Buch 6–9 Jahre                                                                      | Perché il cane ha il naso bagnato?      | Hat der Hund eine feuchte Nase?                            | Kenneth Steven und Øyvind Torseter, Electa Kids                                                               |
| Bestes Buch 9–12 Jahre                                                                     | La signorina Euforbia                   | Fräulein Euforbia                                          | Luigi Ballerini (Psychoanalytiker), Edizioni San Paolo                                                        |
| Bestes Buch ab 12 Jahren                                                                   | Il pianeta di Standish                  | Der Planet von Standish                                    | Sally Gardner, Feltrinelli Kids                                                                               |
| Bestes Buch ab 15 Jahren                                                                   | Una sottile linea rosa                  | Eine dünne rosa Linie                                      | Annalisa Strada, Giunti                                                                                       |
| Bestes Sachbuch                                                                            | Andirivieni                             | Hin und her                                                | Isabel Minhós Martins und Bernardo Carvalho (Illustrator), La Nuova Frontiera Junior                          |
| Bestes Kunstbuch                                                                           | Libertà                                 | Freiheit                                                   | Paul Éluard – ital. Version von Franco Fortini, realisiert durch Anouck Boisrobert und Louis Rigaud, Gallucci |
| Bestes Bilderbuch                                                                          | Fiume Lento                             | Langsamer Fluss                                            | Alessandro Sanna, Rizzoli                                                                                     |
| Bester Comic                                                                               | Cattive ragazze                         | Böse Mädchen                                               | Assia Petricelli und Sergio Riccardi, Sinnos                                                                  |
| Beste digitale Kreation                                                                    | Il libro bianco                         | Das Weißbuch                                               | Minibombo |
| Bestes Publishing-Projekt                                                                  | I Quaderni quadroni                     |                                                            | Rrose Sélavy editore                                                                                          |
| Spezialpreis der Jury                                                                      | 300 fiabe, novelle e racconti siciliani | 300 Märchen, Kurzgeschichten und sizilianische Geschichten | Donzelli editore für die Veröffentlichung von Giuseppe Pitrè                                                  |
| Gewinner des Super-Andersen-Preis                                                          | Fiume Lento                             | Langsamer Fluss                                            | Alessandro Sanna, Rizzoli                                                                                     |
| Besondere Anerkennung bei der Förderung des Lesens und Kultur bei Kindern und Jugendlichen |                                         |                                                            | Bibliothek von Rozzano (MI)                                                                                   |
| Besondere Anerkennung bei der Förderung des Lesens und Kultur bei Kindern und Jugendlichen |                                         | Web-Plattform Radio Magica                                 | |
| Roberto Denti Preis                                                                        | ragazzi dell’anno                       | Kinder des Jahres                                          | Bibliothek Cuccumeo von Firenze                                                                               |

### 2013
| Preis                        | Originaltitel                                 | Titel Übersetzung                               | Preisträger                                                                                    |
| ---------------------------- | --------------------------------------------- | ----------------------------------------------- | ---------------------------------------------------------------------------------------------- |
| Bester Autor und Illustrator |                                               |                                                 | Emanuela Bussolati                                                                             |
| Bester Illustrator           |                                               |                                                 | Lucia Scuderi                                                                                  |
| Bestes Buch 0–6 Jahre        | Oh-Oh!                                        |                                                 | Chris Haughton, Edizioni Lapis                                                                 |
| Bestes Buch 6–9 Jahre        | Nel bosco della Baba Jaga. Fiabe dalla Russia | Im Wald von Baba Yaga. Geschichten aus Russland | Projekt kuratiert von Monica Muniz, Luigi Dal Cin Texte, Franco Cosimo Panini editore          |
| Bestes Buch 9–12 Jahre       | La meravigliosa macchina di Pietro Corvo      | Die wunderbare Maschine von Peter Raven         | Guido Quarzo, Salani Editore                                                                   |
| Bestes Buch ab 12 Jahren     | indimenticabile estate di Abilene Tucker      | Der unvergessliche Sommer von Abilene Tucker    | Clare Vanderpool, EDT - Giralangolo editore                                                    |
| Bestes Buch ab 15 Jahren     | Quindici giorni senza testa                   | Fünfzehn Tage ohne Kopf                         | Dave Cousins, Edizioni San Paolo                                                               |
| Bestes Sachbuch              | Mappe                                         |                                                 | Aleksandra und Daniel Mizielinsk, Electa Kids                                                  |
| Bestes Kunstbuch             | A che pensi?                                  | Was denken Sie?                                 | Laurent Moreau, Orecchio Acerbo Editore                                                        |
| Bestes Bilderbuch            | Nonno Verde                                   | Opa Grün                                        | Lane Smith, Rizzoli                                                                            |
| Bestes Übersetzung           | Rico, Oscar e il Ladro Ombra                  | Rico, Oskar und die Schattendiebe               | Andreas Steinhöfel, Peter Schössow (Illustrator), Chiara Belliti (Übersetzer), Beisler editore |
| Bestes Buch „Mai premiato“   | A caccia dell’orso                            | Wer ist der lustigste?                          | Michael Rosen, Helen Oxenbury (Illustrator), Mondadori                                         |
| Spezialpreis der Jury        | Le cronache di Harris Burdick                 | Die arabische Karte                             | Geschichten von verschiedenen Autoren, Chris Van Allsburg (Illustrator), Il Castoro editore    |
| Beste Fantasy-Buchreihe      | Collana Freeway                               |                                                 | kuratiert von Alice Fornasetti, Edizioni Piemme                                                |
| Beste Sachbuchreihe          | Collana Teste toste                           |                                                 | Federico Taddia, Editoriale Scienza                                                            |

### 2012
| Preis                             | Originaltitel               | Titel Übersetzung            | Preisträger                                                                                      |
| --------------------------------- | --------------------------- | ---------------------------- | ------------------------------------------------------------------------------------------------ |
| Bester Autor                      |                             |                              | Chiara Carminati                                                                                 |
| Bester Illustrator                |                             |                              | Maurizio Quarello                                                                                |
| Bestes Buch 0–6 Jahre             | Piccolo uovo                | Kleines Ei                   | Francesca Pardi und Francesco Tullio Altan (Illustrator), Lo Stampatello editore                 |
| Bestes Buch 6–9 Jahre             | L’estate di Garmann         | Der Sommer Garmanns          | Stian Holem, Bruno Berni (Übersetzer), Donzelli editore                                          |
| Bestes Buch 9–12 Jahre            | Il bambino di vetro         | Das Glasbaby                 | Fabrizio Silei, Marco Somà (Illustrator), Einaudi Ragazzi                                        |
| Bestes Buch ab 12 Jahren          | Il mistero del London Eye   | Das Geheimnis des London Eye | Siobhan Dowd, Sante Bandirali (Übersetzer), Simonetta Agnello Hornby (Vorwort), Uovonero editore |
| Bestes Buch ab 15 Jahren          | Ero cattivo                 | Ich war schlecht             | Antonio Ferrara (Autor), Edizioni San Paolo                                                      |
| Bestes Bilderbuch                 | Il cuore di Chisciotte      |                              | Gek Tessaro, Carthusia editore                                                                   |
| Bestes Sachbuch                   | Raccontare gli alberi       | Die Bäume erklären           | Pia Valentinis und Mauro Evangelista, Rizzoli                                                    |
| Bestes Kunstbuch                  | Cosa non va in questo libro |                              | Richard McGuire, Corraini editore                                                                |
| Bestes Buch „Mai premiato“        | Chi è il più buffo?         | Wer ist der lustigste?       | André François, Federica Rocca (Übersetzer), Babalibri editore                                   |
| Beste Publishing-Projekt          | Le mille e una mappa        | Die arabische Karte          | Luisella Arzani, EDT Giralangolo editore                                                         |
| Gewinner des Super-Andersen-Preis | Raccontare gli alberi       | Die Bäume erklären           | Pia Valentinis und Mauro Evangelista, Rizzoli                                                    |

### 2011
| Preis                        | Originaltitel                                                                    | Titel Übersetzung       | Preisträger                            |
| ---------------------------- | -------------------------------------------------------------------------------- | ----------------------- | -------------------------------------- |
| Spezialpreis der Jury        | Rime di rabbia                                                                   |                         | Bruno Tognolini                        |
| Bester Illustrator           |                                                                                  |                         | Paolo D’Altan                          |
| Bester Autor und Illustrator |                                                                                  |                         | Andrea Valente                         |
| Persönlichkeit des Jahres    | La Schiappa                                                                      | Gregs Tagebuch          | Jeff Kinney                            |
| Bestes Buch 0–6 Jahre        | Oh oh                                                                            |                         | Sophie Fatus                           |
| Bestes Buch 6–9 Jahre        | Fortunatamente                                                                   | Glücklicherweise        | Remy Charlip                           |
| Bestes Buch 9–12 Jahre       | L’arca parte alle otto                                                           |                         | Ulrich Hub                             |
| Bestes Buch ab 12 Jahren     | Io dentro gli spari                                                              |                         | Silvana Gandolfi                       |
| Bestes Bilderbuch            | In riva al fiume                                                                 | Durch den Fluss         | Charles Darwin                         |
| Bestes Sachbuch              | Visto, si stampi. Viaggio nel mondo dell’informazione. Come nasce un quotidiano? |                         | Nicoletta Martinelli und Rossana Sisti |
| Bestes Kunstbuch             | Un libro                                                                         | Ein Buch                | Hervé Tullet                           |
| Bestes Buch „Mai premiato“   | La conferenza degli animali                                                      | Die Konferenz der Tiere | Erich Kästner                          |
| Beste Publishing-Projekt     |                                                                                  |                         | Prìncipi & Principi                    |
| Beste Fantasy-Buchreihe      | Fiabe e storie                                                                   | Märchen und Geschichten | Donzelli Editore                       |

### 2010
| Preis                        | Originaltitel                                                | Titel Übersetzung                                   | Preisträger                               |
| ---------------------------- | ------------------------------------------------------------ | --------------------------------------------------- | ----------------------------------------- |
| Spezialpreis der Jury        | Come insegnare a mamma e a papà ad amare i libri per bambini |                                                     | Alain Serres                              |
| Bester Autor                 |                                                              |                                                     | Anna Vivarelli                            |
| Bester Illustrator           |                                                              |                                                     | Beatrice Alemagna                         |
| Bester Autor und Illustrator |                                                              |                                                     | Gek Tessaro                               |
| Persönlichkeit des Jahres    | Giulio Coniglio                                              | Kaninchen Giulio                                    | Nicoletta Costa                           |
| Bestes Buch 0–6 Jahre        | Tararì tararera…                                             |                                                     | Emanuela Bussolati                        |
| Bestes Buch 6–9 Jahre        | Natale bianco Natale nero                                    | Weiß Schwarz Weihnachten                            | Béatrice Fontanel und Tom Schamp          |
| Bestes Buch 9–12 Jahre       | L’asinello d’argento                                         | Der Silberesel                                      | Sonya Hartnett                            |
| Bestes Buch ab 12 Jahren     | Il libro di tutte le cose                                    | Das Buch von allen Dingen                           | Guus Kuijer                               |
| Bestes Bilderbuch            | Hänsel e Gretel                                              | Hänsel und Gretel                                   | Fratelli Grimm                            |
| Bestes Sachbuch              | Il libro delle Terre immaginate                              |                                                     | Guillaume Duprat                          |
| Bestes Kunstbuch             | Biancaneve, una fiaba pop-up teatrale                        | Schneewittchen, ein Pop-up-Märchen                  | Jane Ray                                  |
| Bestes Buch „Mai premiato“   | C’era una volta un topo chiuso in un libro                   | Es war einmal eine geschlossene Ratte in einem Buch | Monique Felix                             |
| Beste Publishing-Projekt     |                                                              |                                                     | Emanuela Bussolati und Antonella Vincenzi |
| Beste Sachbuchreihe          | La saggistica narrata                                        |                                                     | Feltrinelli Kids                          |
| Beste Fantasy-Buchreihe      | Gli anni in tasca                                            | Die Jahre in der Tasche                             | Topipittori                               |

### 2009
| Preis                      | Originaltitel               | Titel Übersetzung         | Preisträger                                       |
| -------------------------- | --------------------------- | ------------------------- | ------------------------------------------------- |
| Bester Autor               |                             |                           | Guido Sgardoli                                    |
| Bester Illustrator         |                             |                           | Alessandro Sanna                                  |
| Bestes Buch 0–6 Jahre      | Un giardino sottoterra      | Ein unterirdischer Garten | Jo Seonkyeong                                     |
| Bestes Buch 6–9 Jahre      | Il Ventre della Cosa        |                           | Hubert Ben Kemoun                                 |
| Bestes Buch 9–12 Jahre     | Il mio mondo a testa in giù | Meine Welt auf dem Kopf   | Bernard Friot                                     |
| Bestes Buch ab 12 Jahren   | Le lacrime dell’assassino   |                           | Anne-Laure Bondoux                                |
| Bestes Bilderbuch          | Cappuccetto rosso           | Rotkäppchen               | Kveta Pacovska                                    |
| Bestes Sachbuch            | Il mio giornale             | Meine Zeitung             | F. Galati und L. Montanar                         |
| Bestes Kunstbuch           | ABC3D                       | ABC 3D                    | Marion Bataille                                   |
| Bestes Buch „Mai premiato“ | Il piccolo Nicolas          | Der kleine Nick           | René Goscinny und Jean-Jacques Sempé              |
| Beste Sachbuchreihe        | Scienza Snack               |                           | Delphine Grinberg                                 |
| Beste Publishing-Projekt   |                             |                           | ZEROTRE Emanuela Bussolati und Antonella Vincenzi |

### 2008
| Preis                      | Originaltitel                              | Titel Übersetzung                                    | Preisträger                                                                 |
| -------------------------- | ------------------------------------------ | ---------------------------------------------------- | --------------------------------------------------------------------------- |
| Bester Autor               |                                            |                                                      | Luisa Mattia                                                                |
| Bester Illustrator         |                                            |                                                      | Mauro Evangelista                                                           |
| Bestes Buch 0–6 Jahre      | Al supermercato degli animali              | Der Supermarkt der Tiere                             | Giovanna Zoboli und Simona Mulazzani                                        |
| Bestes Buch 6–9 Jahre      | Le favole della Maria                      | Die Geschichten von Maria                            | Antonio Moresco                                                             |
| Bestes Buch 9–12 Jahre     | I ragni mi fanno paura                     | Die Spinnen machen mir Angst                         | K.L. Going                                                                  |
| Bestes Buch ab 12 Jahren   | La straordinaria invenzione di Hugo Cabret | Die Entdeckung des Hugo Cabret                       | Brian Selznick                                                              |
| Bestes Bilderbuch          | Ritratti famosi di comuni animali          |                                                      | Svjetlan Junakovic                                                          |
| Bestes Sachbuch            | Yves Coppens racconta le origini dell’uomo | Yves Coppens erzählt von den Ursprüngen des Menschen | Yves Coppens (Autor), Soizik Moreau (Autor) und Sacha Geppner (Illustrator) |
| Bestes Kunstbuch           | Il libro rosso                             | Das rote Buch                                        | Barbara Lehman                                                              |
| Bestes Buch „Mai premiato“ | + e -                                      | + und -                                              | Giovanni Belgrano und Bruno Munari                                          |
| Spezialpreis der Jury      |                                            |                                                      | Donatella Ziliotto                                                          |
| Beste Sachbuchreihe        | Paesi e popoli del mondo                   | Die Länder und Völker der Welt                       | EDT – Giralangolo (Verleger)                                                |
| Beste Fantasy-Buchreihe    | Oltre                                      | über                                                 | Verlag Rizzoli                                                              |

### 2007
| Preis                                                                                      | Originaltitel                                     | Titel Übersetzung                                      | Preisträger |
| ------------------------------------------------------------------------------------------ | ------------------------------------------------- | ------------------------------------------------------ | --- |
| Bester Autor                                                                               |                                                   |                                                        | Bruno Tognolini |
| Bester Illustrator                                                                         |                                                   |                                                        | AntonGionata Ferrari |
| Bestes Buch 0–6 Jahre                                                                      | Due scimmie in cucina                             | Zwei Affen in der Küche                                | Giovanna Zoboli und Guido Scarabottolodi |
| Bestes Buch 6–9 Jahre                                                                      | Il gatto Venerdì                                  | Die Katze Freitag                                      | Jutta Richter |
| Bestes Buch 9–12 Jahre                                                                     | Tobia                                             |                                                        | Timothée de Fombelle |
| Bestes Buch ab 12 Jahren                                                                   | La tigre in vetrina                               |                                                        | Alki Zei |
| Bestes Bilderbuch                                                                          | 365 pinguini                                      | 365 Pinguine                                           | Jean-Luc Fromental |
| Bestes Sachbuch                                                                            | In viaggio con Darwin                             | Reisen mit Darwin                                      | Luca Novelli |
| Bestes Kunstbuch                                                                           | I promessi sposi nei disegni di Federico Maggioni | Die Verlobten in den Zeichnungen von Federico Maggioni | Alessandro Manzoni |
| Bestes Buch „Mai premiato“                                                                 | Il piccolo re dei fiori                           | Der kleine König der Blumen                            | Kveta Pacovská |
| Spezialpreis der Jury                                                                      | La riparazione del nonno                          |                                                        | Stefano Benni |
| Beste Sachbuchreihe                                                                        | HL’uomo e le sue costruzioni                      | Der Mann und seine Bauten                              | Nuove Edizioni Romane (Verleger) |
| Beste Fantasy-Buchreihe                                                                    | Gli albi illustrati di Gianni Rodari              |                                                        | Emme Edizioni (Verleger) |
| Preis für ein besonderes Verlegersprojekt                                                  |                                                   |                                                        | Sinnos Editrice |
| Besondere Anerkennung bei der Förderung des Lesens und Kultur bei Kindern und Jugendlichen | Ottobre piovono libri                             | Oktober regnet Bücher                                  | Programm des Ministeriums für Kultur und Erbgut, Institut für das Buch                                                                                        |
| Besondere Anerkennung bei der Förderung des Lesens und Kultur bei Kindern und Jugendlichen | Fahrenheit                                        |                                                        | Radio 3 Rai |
| Besondere Anerkennung bei der Förderung des Lesens und Kultur bei Kindern und Jugendlichen | La pecora nera & altri sogni                      | Die schwarzen Schafe und andere Träume                 | Andrea Valente und Ivan Giovannucci unter Girogirotondo Projekt verändert die Welt im Jahr 2006, herausgegeben von Donat Trotta mit dem Kulturverein Ko_librì |

### 2006
| Preis                                     | Originaltitel                                                      | Titel Übersetzung                        | Preisträger                         |
| ----------------------------------------- | ------------------------------------------------------------------ | ---------------------------------------- | ----------------------------------- |
| Bester Autor                              |                                                                    |                                          | Anna Lavatelli                      |
| Bester Illustrator                        |                                                                    |                                          | Vittoria Facchini                   |
| Bester Übersetzer                         |                                                                    |                                          | Giorgia Grilli                      |
| Besondere Erwähnung der Jury              |                                                                    |                                          | Orietta Fatucci                     |
| Bestes Buch 0–6 Jahre                     | La notte                                                           | Die Nacht                                | Wolf Erlbruch                       |
| Bestes Buch 6–9 Jahre                     | L’Africa, piccolo Chaka…                                           | Afrika, kleine Chaka…                    | Marie Sellier                       |
| Bestes Buch 9–12 Jahre                    | Come sono diventato scrittore e mio fratello ha imparato a guidare |                                          | Janet Taylor Lisle                  |
| Bestes Buch ab 12 Jahren                  | Il mondo nei tuoi occhi                                            | Die Welt in deinen Augen                 | Loredana Frescura und Marco Tomatis |
| Bestes Bilderbuch                         | Principesse                                                        | Prinzessinnen                            | Philippe Lechermeier                |
| Bestes Sachbuch                           | L’universo di Margherita                                           | Das Margherita Universum                 | Simona Cerrato und Margherita Hack  |
| Bestes Kunstbuch                          | Hai mai visto Mondrian?                                            | Haben Sie schon einmal Mondrian gesehen? | Alessandro Sanna                    |
| Bestes Buch „Mai premiato“                | Barbapapà                                                          | Barbapapa                                | Annette Tison und Talus Taylor      |
| Spezialpreis der Jury                     | Bisognerà                                                          |                                          | Thierry Lenain                      |
| Beste Sachbuchreihe                       | Homo Artifex                                                       |                                          | Motta Junior (Verleger)             |
| Beste Fantasy-Buchreihe                   | Il gatto nero                                                      | Die schwarze Katze                       | Feltrinelli Kids (Verleger)         |
| Preis für ein besonderes Verlegersprojekt |                                                                    |                                          | die Bilderbuchreihen bei Gallucci   |

### 2005
| Preis                        | Originaltitel                               | Titel Übersetzung           | Preisträger                                      |
| ---------------------------- | ------------------------------------------- | --------------------------- | ------------------------------------------------ |
| Bester Autor                 |                                             |                             | Anna Lavatelli                                   |
| Bester Illustrator           |                                             |                             | Gianni De Conno                                  |
| Besondere Erwähnung der Jury |                                             |                             | Nicoletta Codignola (Verleger), editore Fatatrac |
| Bestes Buch 0–6 Jahre        | La guerra delle campane                     | Der Krieg der Glocken       | Gianni Rodari                                    |
| Bestes Buch 6–9 Jahre        | La portinaia Apollonia                      | Die Hausmeisterin Apollonia | Lia Levi                                         |
| Bestes Buch 9–12 Jahre       | La stagione delle conserve                  |                             | Polly Horvath                                    |
| Bestes Buch ab 12 Jahren     | Ho sognato la cioccolata per anni           |                             | Trudi Birger                                     |
| Bestes Bilderbuch            | Notte di luna                               | Mondnacht                   | Andrea Rauch (Text), Fabio De Poli (Illustrator) |
| Bestes Sachbuch              | La cacca. Storia naturale dell’innominabile |                             | Nicola Davies                                    |
| Bestes Kunstbuch             | … e un Punto Rosso                          | … Und ein roter Punkt       | David A. Carter                                  |
| Bestes Buch „Mai premiato“   | Gli uccelli notturni                        | Nachtvögel                  | Tormod Haugen                                    |
| Beste Buchreihe              | Le Grandi Fiabe                             | Die großen Erzählungen      | Fabbri (Verleger)                                |
| Persönlichkeit des Jahres    |                                             |                             | La PIMPA                                         |

### 2004
| Preis                        | Originaltitel                   | Titel Übersetzung              | Preisträger                                                          |
| ---------------------------- | ------------------------------- | ------------------------------ | -------------------------------------------------------------------- |
| Bester Autor                 |                                 |                                | Beatrice Masini                                                      |
| Bester Illustrator           |                                 |                                | Octavia Monaco                                                       |
| Besondere Erwähnung der Jury | Manuale di piccolo circo        | Handbuch des kleinen Zirkus    | Claudio Madia und Anna Laura Cantone (Illustrator), Feltrinelli Kids |
| Bestes Buch 0–6 Jahre        | Rinoceronte                     | Rhino                          | Lucia Scuderi, Bohem Press Italia                                    |
| Bestes Buch 6–9 Jahre        | Eloise fa il bagno              | Eloise nimmt ein Bad           | Kay Thompson, Hilary Knight (Illustrator), Piemme                    |
| Bestes Buch 9–12 Jahre       | L’ultimo elfo                   | Der letzte Elf                 | Silvana De Mari und Gianni De Conno (Illustrator), Salani Editore    |
| Bestes Buch ab 12 Jahren     | Hoot                            |                                | Carl Hiaasen, Mondadori                                              |
| Bestes Bilderbuch            | I lupi nei muri                 | Die Wölfe auf den Mauern       | Neil Gaiman, Dave McKean (Illustrator), Mondadori                    |
| Bestes Sachbuch              | Quando non c’era la televisione | Als es kein Fernsehen gab      | Yvan Pommaux, Babalibri editore                                      |
| Bestes Kunstbuch             | Una Tigre!? su un albero?       | Ein Tiger!? Auf einem Baum?    | Anushka Ravishankar und Pulak Biswas                                 |
| Bestes Buch „Mai premiato“   | Flicts                          | Konflikte                      | Ziraldo, Editori Riuniti                                             |
| Beste Sachbuchreihe          | Ah, saperlo                     |                                | Lapis                                                                |
| Beste Fantasy-Buchreihe      | I libri che accendono           | Die Bücher, die sich entzünden | Buena Vista                                                          |
| Beste Publishing-Projekt     |                                 |                                | Orecchio Acerbo editore, per la produzion                            |
| Besondere Erwähnung          |                                 |                                | Gabri Armando                                                        |

### 2003
| Preis                                  | Originaltitel                         | Titel Übersetzung               | Preisträger                                                  |
| -------------------------------------- | ------------------------------------- | ------------------------------- | ------------------------------------------------------------ |
| Bester Autor                           |                                       |                                 | Angela Nanetti                                               |
| Bester Illustrator                     |                                       |                                 | Giovanni Manna                                               |
| Besondere Erwähnung der Jury           | Bocca cucita                          | Versiegelete Lippen             | Gigi Bigot und Pépito Mateo                                  |
| Bestes Buch 0–6 Jahre                  | Una sposa buffa buffissima bellissima |                                 | Beatrice Masini                                              |
| Bestes Buch 6–9 Jahre                  | I tenacissimi sgrinfi di Frip         |                                 | George Saunders (Schriftsteller)                             |
| Bestes Buch 9–12 Jahre                 | Io e Sara, Roma 1944                  | Sara und ich, Rom 1944          | Teresa Buongiorno                                            |
| Bestes Buch ab 12 Jahren               | Corri ragazzo, corri                  | Lauf Junge, lauf                | Uri Orlev                                                    |
| Bestes Bilderbuch                      | L’ultima spiaggia                     | Direkt am Strand                | J. Patrick Lewis (Autor) und Roberto Innocenti (Illustrator) |
| Bestes Sachbuch                        | Se il mondo fosse un villaggio        | Wenn die Welt ein Dorf ist      | David J. Smith                                               |
| Bestes Kunstbuch                       | Abbecedario                           | ABC Buch                        | Giorgio Scaramuzzino                                         |
| Bestes Buch „Mai premiato“             | Alì Babà e i quaranta ladroni         | Ali Baba und die vierzig Räuber | Lele Luzzati                                                 |
| Beste Sachbuchreihe                    | Storie sconfinate                     | grenzenlose Stories             | Carthusia (Verleger)                                         |
| Beste Fantasy-Buchreihe                | Collana Junior Bestseller             | Junior Bestseller-Serie         | Mondadori (Verleger)                                         |
| Beste Kunstbuchreihe                   | Giramondo                             | Globetrotter                    | Bohem Press Italia (Verleger)                                |
| Besondere Erwähnung für das Lebenswerk |                                       |                                 | Beatrice Solinas Donghi                                      |

### 2002
| Preis                             | Originaltitel                            | Titel Übersetzung                          | Preisträger                                            |
| --------------------------------- | ---------------------------------------- | ------------------------------------------ | ------------------------------------------------------ |
| Bester Autor                      |                                          |                                            | Tomi Ungerer                                           |
| Bester Illustrator                |                                          |                                            | Pia Valentinis                                         |
| Besondere Erwähnung der Jury      | Collana Jam                              | Jam Reihe                                  | Edizioni San Paolo (Verleger)                          |
| Bester Übersetzer                 | Harry Potter e il prigioniero di Azkaban | Harry Potter und der Gefangene von Askaban | Beatrice Masini (Übersetzer)                           |
| Bestes Buch 0–6 Jahre             | Olivia                                   |                                            | Jan Falconer                                           |
| Bestes Buch 6–9 Jahre             | Il Gobba dei randagi                     |                                            | Arianna Papini                                         |
| Bestes Buch 9–12 Jahre            | Sotto il burqa. Avere 11 anni a Kabul    | Der Ernährer. Mit 11 Jahren in Kabul       | Deborah Ellis                                          |
| Bestes Buch ab 12 Jahren          | Vietato rubare le stelle                 | Es ist verboten, die Sterne zu stehlen     | Gaye Hiçyilmaz                                         |
| Bestes Bilderbuch                 | Il gatto con gli stivali                 | Der gestiefelte Kater                      | Charles Perrault (Autor) und Eric Battut (Illustrator) |
| Bestes Sachbuch                   | La rivoluzione industriale. 1800–1850    | Die industrielle Revolution. 1800–1850     | Pier Paolo Poggio und Carlo Simoni                     |
| Bestes Kunstbuch                  | Little Lit di Fiaba in Fiaba             |                                            | Art Spiegelman und Françoise Mouly                     |
| Bestes Buch „Mai premiato“        | Cion Cion Blu                            |                                            | Pinin Carpi                                            |
| Bestes multimediales Werk         | Experimenta                              |                                            | Les Petit Debrouillards                                |
| Beste Sachbuchreihe               | Brutte Storie                            | hässliche Geschichten                      | Terry Deary (Autor) und Salani (Verleger)              |
| Beste Fantasy-Buchreihe           | Il tesoro                                | der Schatz                                 | Edizioni EL (Verleger)                                 |
| Persönlichkeit des Jahres         | Martin Mystère                           |                                            | Alfredo Castelli und Sergio Bonelli                    |
| Gewinner des Super-Andersen-Preis | Cion Cion Blu                            |                                            | Pinin Carpi                                            |

### 2001
| Preis                             | Originaltitel                                            | Titel Übersetzung                                             | Preisträger                                                  |
| --------------------------------- | -------------------------------------------------------- | ------------------------------------------------------------- | ------------------------------------------------------------ |
| Bester Autor                      |                                                          |                                                               | Jerry Spinelli                                               |
| Bester Illustrator                |                                                          |                                                               | Nicoletta Ceccoli                                            |
| Besondere Erwähnung der Jury      |                                                          |                                                               | Grazia Nidasio und Massimo Missiroli                         |
| Bestes Buch 0–6 Jahre             | L’arte tra le mani                                       | Die Kunst in den Händen                                       | Paolo Marabotto                                              |
| Bestes Buch 6–9 Jahre             | Le avventure di Curios George                            | Die Abenteuer von Curious George                              | H. A. Rey                                                    |
| Bestes Buch 9–12 Jahre            | Tornatrás                                                |                                                               | Bianca Pitzorno                                              |
| Bestes Buch ab 12 Jahren          | Cartoline dalla terra di nessuno                         | Postkarten von Niemandsland                                   | Aidan Chambers                                               |
| Bestes Buch „Mai premiato“        | Piccolo blu e piccolo giallo                             | Kleine blaue und kleine gelbe                                 | Leo Lionni                                                   |
| Bestes Bilderbuch                 | Cenerentola                                              | Aschenputtel                                                  | Charles Perrault (Autor) und Roberto Innocenti (Illustrator) |
| Bestes Sachbuch                   | Pollicino verde                                          | Grüner Daumen                                                 | Emanuela Bussolati und Giulia Orecchia                       |
| Bestes multimediales Werk         | Sogni d’Oliver Giuseppe D’Arpino e Lorenzo Dell’Uva, III | Träume von Oliver Giuseppe D’Arpino und Lorenzo Dell’Uva, III | Francesco Fagnani                                            |
| Beste Sachbuchreihe               | L’arte tra le mani                                       | Die Kunst in den Händen                                       | Edizioni Lapis (Verleger)                                    |
| Beste Fantasy-Buchreihe           | I fuori collana                                          | Ich außerhalb der Halskette                                   | Salani Editore                                               |
| Persönlichkeit des Jahres         | Geronimo Stilton                                         | Geronimo Stilton                                              | Geronimo Stilton, Edizioni Piemme (Verleger)                 |
| Gewinner des Super-Andersen-Preis | Piccolo blu e piccolo giallo                             | Kleine blaue und kleine gelbe                                 | Leo Lionni                                                   |